# Louise Monot
Louise Monot (Parigi, 30 dicembre 1981) è un'attrice francese.
Conosciuta come il volto dell'azienda di cosmetici francese Bourjois, è anche nota per aver interpretato una delle studentesse, Marine Lavor, nella serie televisiva La vie devant nous. Monot è apparsa anche nel film Agente speciale 117 al servizio della Repubblica - Missione Rio.
È un membro del cast della serie drammatica di fantascienza degli Amazon Studios, The After. 
Tra cinema e televisione, ha partecipato ad una quarantina di differenti produzioni, a partire dalla fine degli anni novanta.

## Biografia
Louise Monot nasce a Parigi il 30 dicembre 1981.
Dopo aver vinto un concorso organizzato dalla rivista 20 ans, a 15 anni, inizia a lavorare come modella. Ottiene quindi il suo primo ruolo a 17 anni, recitando in un episodio della serie televisiva Il commissario Cordier.
Nel 2005, recita nel film Un amour à taire, dove interpreta il ruolo di Sara Morgenstern, ruolo che le vale il premio come miglior attrice giovane al Festival di Luchon.
Nel 2013, è protagonista, assieme a Bruno Solo, del film TV poliziesco Delitto a Saint-Malo (Meurtres à Saint-Malo), dove interpreta il ruolo di Gwenaële Garrec.

## Vita privata
Dal 2014 ha una relazione con l'attore francese Samir Boitard che ha conosciuto sul set del film TV Dove sei adesso?. La loro figlia Lila è nata nell'ottobre 2016. La loro seconda figlia Selma è nata nel settembre 2020.

## Filmografia parziale

### Cinema
- À poil! (2004)
- Un amour à taire (2005)
- Ange de feu (2006)
- Hell (2006)
- Prestami la tua mano (Prête-moi ta main), regia di Éric Lartigau (2006)
- Tatt av kvinnen (2007)
- L'ultima missione (MR73), regia di Olivier Marchal (2008)
- Agente speciale 117 al servizio della Repubblica - Missione Rio (OSS 117: Rio ne répond plus), regia di Michel Hazanavicius (2009)
- Pièce montée (2010)
- Piccole bugie tra amici (Les petits mouchoirs), regia di Guillaume Canet (2010)
- Se sposti un posto a tavola (Plan de table), regia di Christelle Raynal (2012)
- La banda Picasso (2012)
- Dove sei adesso? (2014)

### Televisione
- Un homme en colère - serie TV, episodio 02x03 (2000)
- Des parents pas comme les autres - film TV (2001)
- La vie devant nous - serie TV, 7 episodi (2002)
- La ligne noire - miniserie TV (2002)
- La deuxième vérité - film TV (2003)
- Le bleu de l'océan - miniserie TV (2003)
- Nos vies rêvées - film TV (2004)
- L'avare - film TV (2007)
- La profezia d'Avignone (La prophétie d'Avignon) - miniserie TV, 8 episodi (2007)
- Béthune sur Nil - film TV (2008)
- Mademoiselle Drot - film TV (2010)
- Delitto a Saint-Malo (Meurtres à Saint-Malo) - film TV (2013)
- Le général du roi - film TV (2014)
- The After - film TV (2014)
- Malaterra - miniserie TV, 8 episodi (2015)
- I misteri di Murdoch (Murdoch Mysteries) – serie TV, episodio 12x05 (2018)

## Premi e nomination
- 2005: Premio come miglior attrice giovane al Festival di Luchon per Un amour à taire